# Saonara
Saonara är en ort och kommun i provinsen Padova i regionen Veneto i Italien. Kommunen hade 10 443 invånare (2018).